# 1151 w polityce
Wydarzenia polityczne w 1151 roku.

## Urodzili się
- Igor Światosławowicz, książę ruski[1] (zm. 1202).